# Genaro García Luna

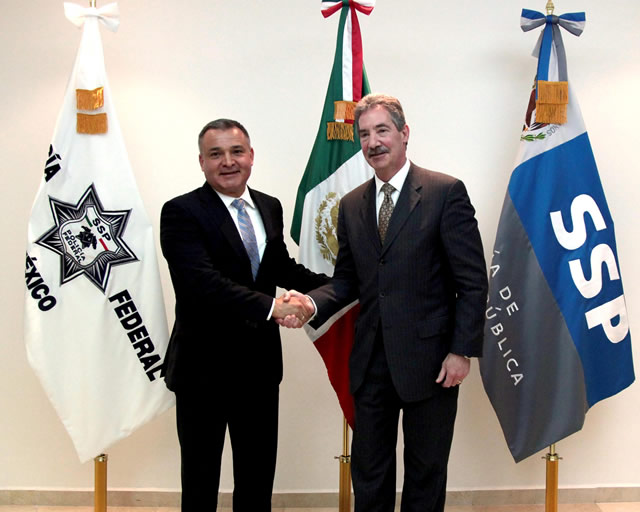
Genaro Garcia Luna mit dem stellvertretenden US-Justizminister James Cole

Genaro García Luna (* 10. Juli 1968 in Mexiko-Stadt) ist ein mexikanischer Politiker und ehemaliger Geheimdienstmitarbeiter. Im Dezember 2019 wurde Luna im texanischen Dallas festgenommen und im Jahr 2024 wegen Verschwörung zum Drogenhandel angeklagt.

## Leben
García Luna absolvierte ein Ingenieurstudium an der Universidad Autónoma Metropolitana und diplomierte im Bereich Strategische Planung an der Fakultät für Wirtschaft und Verwaltung der Universidad Nacional Autónoma de México (UNAM).
Von 1989 bis 1998 arbeitete er beim mexikanischen Geheimdienst CISEN und hatte dort zahlreiche Funktionen. Im Anschluss war er bis 2000 bei der Policía Federal Preventiva (Präventive Bundespolizei) Hauptkoordinator für nachrichtendienstliche Prävention, ab 2000 Generaldirektor für Planung und Operation und ab 2001 erster Generaldirektor der damals neu gegründeten Agencia Federal de Investigaciones (AFI) der Procuraduría General de la República. Dieses Amt bekleidete er bis 2006.
Im Dezember des gleichen Jahres wurde er im Kabinett Felipe Calderón Hinojosas Sekretär für Innere Sicherheit und Leiter des Secretaría de Seguridad Pública (SSP). Er gehörte zu den höchsten Amtsträgern der mexikanischen Sicherheitsbehörden im Drogenkrieg in Mexiko und blieb in diesem Amt bis Ende November 2012. Bereits einen Monat nach Amtsantritt löste der neue Präsident Enrique Peña Nieto das SSP auf und übertrug seine Aufgaben an das Innenministerium.
Für seine nachrichten- und polizeidienstlichen Tätigkeiten wurde García Luna mehrfach ausgezeichnet. Andererseits wurde ihm von verschiedener Seite vorgeworfen, Verbindungen zu mexikanischen Drogenkartellen zu haben und Bestechungsgelder angenommen zu haben. So erhoben solche Vorwürfe unter anderen die mexikanische Journalistin Anabel Hernández oder der 2010 verhaftete Drogenboss Edgar Valdez Villarreal (alias El Barbie). Das Forbes Magazine nahm ihn 2013 in die Liste der zehn korruptesten Personen in Mexiko auf. García Luna bestritt umgehend diese Beurteilung in einem veröffentlichten Schreiben an Steve Forbes.
Im April 2015 war Genaro Garcia Luna für die Wahl zum Aufsichtsrat (Member of the Board) der Firma SecureAlert, Inc. nominiert, eine Gesellschaft mit Sitz in Utah (USA), die im Bereich der elektronischen Sträflingsüberwachung (elektronische Fußfessel) tätig ist. SecureAlert, Inc., wird mehrheitlich kontrolliert durch Sapinda Asia, Ltd. und Lars Windhorst, welche mit 51,6 % der Aktienanteile die Mehrheit an der Gesellschaft SecureAlert. Inc. halten.
Am 10. Dezember 2019 wurde Genaro Luna im texanischen Dallas festgenommen und kurze Zeit später der Verschwörung zum Kokain-Handel sowie der Falschaussage angeklagt. Ihm wurde vorgeworfen das Sinaloa-Kartell während seiner Amtszeit im mexikanischen Sicherheitsapparat protegiert und im Gegenzug mehrere Millionen Dollar Schmiergeld erhalten zu haben. Die Vorwürfe waren im Zuge des Gerichtsprozesses gegen den früheren Drogenbaron Joaquín Guzmán in New York bekannt geworden. Darin hatten mehrere Zeugen Luna entsprechend belastet. Luna hatte die Vorwürfe im Anschluss bestritten. Der Prozess gegen ihn, ebenfalls in New York, begann im Januar 2023. Im Februar 2024 wurde Luna in dem Prozess schuldig gesprochen und im Oktober desselben Jahres zu 38 Jahren Freiheitsstrafe und zu einer Geldstrafe von zwei Millionen US-Dollar verurteilt.